# Fäberga naturreservat
Fäberga är ett naturreservat i Halmstads kommun i Hallands län.
Reservatet ligger på berget Rydsbjär och består av ädellövskog och öppna hagmarker. 